# مارکوس دیبلر
مارکوس دیبلر (به انگلیسی: Markus Deibler) (زادهٔ ۲۸ ژانویهٔ ۱۹۹۰) شناگر اهل آلمان است.